# Șieu (okręg Marmarosz)
Șieu – wieś w Rumunii, w okręgu Marmarosz, w gminie Șieu. W 2011 roku liczyła 2348 mieszkańców.